# Britanska in inozemska svetopisemska družba
Britanska in inozemska svetopisemska družba (angl. British and Foreign Bible Society) je krščanska organizacija, ki je bila ustanovljena leta 1804 v Londonu, ko so se sestali predstavniki različnih protestantskih cerkva z namenom skupnega prevajanja in širjenja Svetega pisma v Veliki Britaniji in po svetu.
Od druge polovice 19. stoletja je bila prisotna tudi na slovenskem ozemlju, kjer je sodelovala z nekaterimi vidnimi slovenskimi književniki: Matijem Valjavcem, Josipom Stritarjem, Franom Miklošičem, Franom Govekarjem in drugimi.
Leta 1882 je izdala celotno Novo zavezo z dodanimi Psalmi, v naslednjem desetletju pa še nekaj drugih starozaveznih knjig v prevodu Josipa Stritarja. Okrog preloma stoletja je njegovo delo nadaljeval Anton Chráska, misijonar češke Bratske cerkve, ki je deloval na slovenskem. Chráska je Stritarjeve prevode dosledno popravil po hebrejskem in grškem izvirniku ter priskrbel prevode manjkajočih starozaveznih knjig, ki so jih pregledali slovenski jezikoslovci. Celotno Sveto pismo je izšlo leta 1914.
V času od prve svetovne vojne do leta 1993, ko je bila ustanovljena Svetopisemska družba Slovenije, je Britanska svetopisemska družba oskrbovala slovensko govorno področje prek svojega urada v Beogradu z različnimi izdajami Svetega pisma, od leta 1973 predvsem z Ekumensko izdajo, ki so jo uporabljali tudi katoličani.